# アルカション
アルカション （Arcachon）は、フランス、ヌーヴェル＝アキテーヌ地域圏、ジロンド県のコミューン。

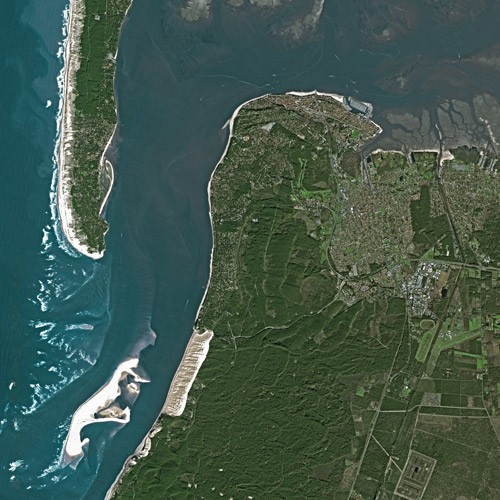
アルカション湾の衛星写真

ランド地方、ボルドー南西34マイルの大西洋岸にあり、人気の海水浴場がある。良質の砂浜と穏やかな気候は呼吸器官の病気に悩む人々に適しているとされる。
アルカションは、アルカッショネーズ（Arcachonnaise）というこの地域独特の別荘の建築様式で知られている。ヴィクトリア朝様式の建築で、同時代の人々には批判されたが、今は魅力的で人間的とみなされている。
アルカションの町としての歴史は150年ほどである。1857年5月2日、フランス皇帝ナポレオン3世が公式の町の出生証明書に署名した。当時、マツ、カシ、シャクナゲ科の常緑低木が生い茂る森があり、他とつながる道もなかった。わずか400人足らずの漁夫や小作農らが住む家があっただけだった。町ができたばかりの頃、一部の衛生学者らが海水浴を患者に勧め始め、企業家（特にボルドーのブルジョワとその他の富裕層）らが、3軒の海辺の別宅へ投資した。これが新しいライフスタイルの始まりとなった。地元住民の一部は、自由な新しい町アルカションを建設するため、アルカション地域の土地を保有するラ・テスト＝ド＝ビュックの地主らから独立を求める機会を得た。
大西洋からの南部の入り口となるアルカション湾は、ヨーロッパ最大の砂丘デュヌ・ド・ピラ（Dune de Pyla）を頂く。この砂丘は全長3km近く、幅500m、高さ107mあり、年5mの割合で内陸へ移動している。
最寄りの空港はラ・テスト＝ド＝ビュック空港だが、ボルドー・メリニャック空港を経由し、鉄路もしくは陸路でアルカションへ向かう場合も多い。
鉄道駅はアルカション駅。パリからの直行列車もある（フランス国鉄TGV Atlantique）。